# Lozva
La Lozva (en russe : Лозьва) est une rivière de Russie qui coule dans l'oblast de Sverdlovsk en Sibérie occidentale. C'est, avec la Sosva, l'un des deux cours d'eau donnant naissance à la Tavda, dont elle constitue la branche-source gauche. C'est donc un sous-affluent de l'Ob par la Tavda, la Tobol et enfin l'Irtych.

## Géographie
La Lozva prend naissance sur le versant oriental des monts de l'Oural septentrional, plus précisément sur les pentes du mont Otorten. Elle coule d'abord en direction du sud-sud-est, longeant ainsi le piémont ouralien oriental ; progressivement son cours s'incline vers le sud-est ce qui la fait traverser une vaste zone de marais de l'ouest de la grande plaine de Sibérie occidentale. Elle s'unit bientôt avec la Sosva venue de droite, près de la ville de Gari, formant ainsi la rivière Tavda. 

## Principaux affluents
Les principaux affluents de la Lozva sont :
- Rive gauche :
  - la Pynovka
  - la Bolchaïa Evva
  - le Popil
- Rive droite :
  - l'Ivdel

## Localités traversées
Il n'y a pas de centres urbains de quelque importance sur les rives de la Lozva. On peut citer cependant :
- Ivdel, qui se trouve en fait à quelques kilomètres de la Lozva, sur la rivière affluente de même nom.
- Perchino, qui est située sur la rive droite de la Lozva, à peu de distance de la ville d'Ivdel.

## Gel et navigabilité
En règle générale, la Lozva est gelée à partir d'octobre/début novembre, jusqu'à la fin du mois d'avril, voire début mai. 

En dehors de cette période, elle est navigable sur 320 kilomètres, en amont de sa confluence avec la Sosva jusqu'au confluent de l'Ivdel.

## Hydrométrie - Les débits mensuels à Chabourovo
La Lozva est un cours d'eau assez abondant. Son débit a été observé pendant 11 ans (entre 1968 et 1981) à Chabourovo, localité située à 37 kilomètres de sa confluence avec la Sosva.    
Le débit inter annuel moyen ou module observé à Chabourovo sur cette période était de 135 m3/s pour une surface de drainage de 17 300 km2, soit 97 % ou la presque totalité du bassin versant de la rivière. 
   
La lame d'eau écoulée dans ce bassin versant se monte ainsi à 247 millimètres par an, ce qui doit être considéré comme assez élevé pour la Sibérie et le bassin de l'Ob.    
Rivière alimentée en partie par les pluies d'été et aussi par la fonte des neiges, la Lozva est un cours d'eau de régime nivo-pluvial qui présente deux saisons bien différenciées.    
Les hautes eaux se déroulent de la fin du printemps au début de l'automne, du mois de mai au mois d'octobre inclus, avec un sommet très net en mai-juin qui correspond au dégel et à la fonte des neiges. Le bassin bénéficie de bonnes précipitations en toutes saisons, particulièrement sur les hauts sommets de l'Oural. Elles tombent sous forme de pluie en été, ce qui explique que le débit de juillet à septembre-octobre soit abondant. En septembre puis en novembre, le débit de la rivière baisse progressivement, ce qui mène à la période des basses eaux, liée au gel intense du rigoureux hiver sibérien. Cette saison a lieu de novembre à début mai et correspond aux importantes gelées qui s'étendent sur toute la région.    
Le débit moyen mensuel observé en mars (minimum d'étiage) est de 17,5 m3/s, soit moins de 4,5 % du débit moyen du mois de juin (403 m3/s), ce qui souligne l'amplitude très élevée des variations saisonnières. Sur la durée d'observation de 11 ans, le débit mensuel minimal a été de 9,25 m3/s en mars 1977, tandis que le débit mensuel maximal s'élevait à 677 m3/s en juin 1974.    
En ce qui concerne la période estivale, la seule utile car libre de glaces (de mai à septembre inclus), le débit mensuel minimum observé a été de 39,6 m3/s en octobre 1974.   